# Kisaralik River
Der Kisaralik River ist ein etwa 190 Kilometer langer linker Nebenfluss des Kuskokwim River im südwestlichen Interior des US-Bundesstaats Alaska.

## Verlauf
Der Kisaralik River beginnt als Ausfluss des Kisaralik Lake in den Kilbuck Mountains auf einer Höhe von 481 m. Er fließt in überwiegend nordwestlicher Richtung. Er durchschneidet einen Gebirgszug und erreicht schließlich das Kuskokwim-Tiefland. Dort zweigt noch ein Flussarm nach Süden ab und fließt dem Kasigluk River zu. Der Kisaralik River trifft knapp 6 km südöstlich von Akiak auf den „Reindeer Slough“, ein kleinerer östlicher Seitenarm des Kuskokwim River. 6,8 km flussabwärts trifft dieser auf den „Kuskokuak Slough“, ein größerer Seitenarm des Kuskokwim River, der nach weiteren 7,6 km auf den Hauptfluss trifft. Ein etwa 105 km langer Abschnitt des Mittellaufs des Kisaralik River liegt im Yukon Delta National Wildlife Refuge.
Entlang dem Flusslauf liegen folgende Einmündungen von Nebenflüssen sowie Wasserfälle und Stromschnellen (in Abstromrichtung):
- Gold Creek (links)
- North Fork Kisaralik River (rechts)
- „Upper Falls“ (⊙)
- Quicksilver Creek (rechts)
- Solomon Creek (links)
- „Lower Falls“ (⊙)
- Swift Creek (rechts)
- „Golden Gate Falls“ (⊙)
- Quartz Creek (rechts)
- Clear Creek (rechts)
- Nukluk Creek (rechts)

## Name
Der Eskimo-Name des Flusses wurde 1914 von P. S. Smith als „Kiselalik“ gemeldet.

## Flussfauna
Im Kisaralik River kommen Regenbogenforelle, Dolly-Varden-Forelle und Arktische Äsche vor. Von Ende Juni bis in den Juli hinein können Königslachs und Ketalachs gefangen werden, von Ende August bis in den September hinein Silberlachs.

## Schiffbarkeit
Der Kisaralik River wird von Angeltouristen aufgesucht. Diese werden gewöhnlich am Kisaralik Lake abgesetzt und fahren den Fluss mittels Rafts abwärts. Im Unterlauf werden sie dann von einem gecharterten Boot aufgenommen. Der Fluss bietet kurze Wildwasserabschnitte vom Schwierigkeitsgrad II und III. An einem Wasserfall befindet sich eine leichte Portage.